# Кархупяярви
Ка́рхупя́я́рви (фин. Karhupääjärvi) — озеро на территории Поросозерского сельского поселения Суоярвского района Республики Карелия.
Площадь озера — 1,2 км². Располагается на высоте 167,6 метров над уровнем моря.
Форма озера лопастная, с двумя вдающимися в северном направлении заливами. Берега большей частью заболоченные.
С южной стороны озера вытекает небольшой безымянный ручей, впадающий в реку без названия, которая, протекая озеро Иткаярви, втекает в Койтайоки.
Название озера переводится с финского языка как «озеро-медвежья голова».
Код водного объекта в государственном водном реестре — 01050000111102000011493.